# Le Noise (álbum)
Le Noise es el trigésimo tercer álbum de estudio del músico canadiense Neil Young, publicado por la compañía discográfica Reprise Records en septiembre de 2010. El álbum fue grabado en una mansión de Los Ángeles, California y producido por Daniel Lanois, quien adelantó en una entrevista a Rolling Stone: "Grabamos un par de canciones acústicas, pero el resto es muy eléctrico, sin banda".
El 20 de agosto de 2010, Young publicó en su perfil de Facebook que Le Noise sería publicado en varios formatos, incluyendo Blue Ray y en formato app para iPhone e iPad, y confirmó que iba a ser un álbum en solitario, sin el apoyo de una banda. A lo largo del mes de septiembre, previo a la publicación de Le Noise, se publicaron varios videoclips de canciones del álbum: el 14 de septiembre se estrenó el videoclip de "Angry World", el 17 de septiembre el de "Hitchhiker", el 20 de septiembre el de "Love and War" y el 24 de septiembre el del tema "Walk With Me". El tema "Angry World" ganó un premio Grammy a la mejor canción rock.
Le Noise alcanzó el segundo puesto en la lista de ventas de Canadá, vendiendo cerca de 10.000 copias.

## Recepción
En términos generales, Le Noise obtuvo buenas reseñas de la prensa musical y obtuvo una media ponderada de 80 sobre 100 en la web Metacritic, basada en 27 reseñas. En su crónica para Chicago Tribune, el periodista Greg Kot escribió: «El álbum está lleno de ese tipo de yuxtaposiciones inesperadas, una declaración impresionante de un artista que no muestra signos de desaceleración». Por su parte, la revista Uncut describió el álbum de la siguiente manera: «Los sonidos de la guitarra diseñados aquí por Young y Lanois son sorprendentes, casi aterradores a veces en su belleza elemental». La revista American Songwriter escribió: «No hay clásicos que perduren como las canciones de Live at Massey Hall 1971, o algo que rivalice con el material que le ayudó a definirse a finales de la década de 1970 en American Stars 'N Bars o Rust Never Sleeps. Pero es un álbum que vale la pena tener, y es una bendición que todavía tengamos artistas perdurables como Neil Young creando música tan vital». Sin embargo, otros medios fueron más críticos con el álbum: Allmusic comentó que «Le Noise termina como algo elusivo e intrigante, una pieza menor que parece prometer más de lo que realmente ofrece».
Además, fue elegido como el segundo mejor álbum de 2010 por la revista Uncut, mientras que en la revista musical Rolling Stone alcanzó el puesto veinte en la lista de los treinta mejores discos de 2010 elaborada a finales de año. También fue nominado a los Premios Polaris de Música.
Desde el punto de vista comercial, Le Noise alcanzó la segunda posición en la lista canadiense Canadian Albums Chart y el dieciocho en la lista británica UK Albums Chart. En los Estados Unidos, el álbum alcanzó el puesto catorce en la lista Billboard 200 y el cuatro en la lista Top Rock Albums. En países europeos como Suecia, Noruega y Dinamarca, el álbum obtuvo resultados comerciales positivos, alcanzando los puestos dos, tres y seis respectivamente.

## Lista de canciones
Todas las canciones escritas y compuestas por Neil Young. 
| N.º | Título                       | Duración |  |
| 1.  | «Walk With Me»               | 4:25     |  |
| 2.  | «Sign of Love»               | 3:58     |  |
| 3.  | «Someone's Gonna Rescue You» | 3:29     |  |
| 4.  | «Love and War»               | 5:37     |  |
| 5.  | «Angry World»                | 4:11     |  |
| 6.  | «Hitchhiker»                 | 5:32     |  |
| 7.  | «Peaceful Valley Boulevard»  | 7:10     |  |
| 8.  | «Rumblin'»                   | 3:39     |  |

## Personal
Músicos
- Neil Young: voz y guitarra

Equipo técnico
- Daniel Lanois: producción musical
- Chris Bellman: masterización
- Mark Howard: grabación
- Pretty Tony Mangurian: edición digital

## Posición en listas
| País              | Lista                      | Posición |
| ----------------- | -------------------------- | -------- |
| Alemania          | Media Control Top-50 Chart | 22       |
| Australia         | ARIA Albums Chart          | 41       |
| Austria           | Ö3 Austria Top 40          | 19       |
| Bélgica (Flandes) | Ultratop 200 Albums        | 13       |
| Bélgica (Valonia) | Ultratop 200 Albums        | 24       |
| Canadá            | Canadian Albums Chart      | 2        |
| Dinamarca         | Danish Chart               | 6        |
| España            | Promusicae                 | 21       |
| Estados Unidos    | Billboard 200              | 14       |
| Estados Unidos    | Top Rock Albums            | 4        |
| Finlandia         | Top 50 Albums              | 30       |
| Francia           | SNEP Albums Chart          | 23       |
| Noruega           | VG-lista Albums Chart      | 3        |
| Nueva Zelanda     | New Zealand Music Chart    | 30       |
| Reino Unido       | UK Albums Chart            | 18       |
| Países Bajos      | Mega Album Tol 100         | 18       |
| Suecia            | Albums Top 60              | 2        |
| Suiza             | Hit Parade Albums Top 100  | 29       |